# Route nationale 248
Pour les articles homonymes, voir Route 248.
La route nationale 248 ou RN 248 est une route nationale française reliant la N 11 à l'échangeur 33 de l'A10.

## Situation
Construite dans les années 1980, elle est située dans les communes de Frontenay Rohan-Rohan, Saint-Symphorien, Granzay-Gript et Fors, sans traverser ces villages. Elle fait partie de la route européenne 601. Elle est visée à être remplacée par l'autoroute A810 par mise aux normes autoroutières de cette nationale, actuellement à 2 × 1 voies, avec la N 11. En 2023, environ 7 700 véhicules passent quotidiennement par cette route et jusqu'à 14 000 en pleine saison d'été.
Cette route est considérée comme dangereuse : entre 1999 et 2018, on y recense 23 accidents faisant 15 blessés légers, 31 graves et 13 morts. L’État précise de son côté faire « l’objet d’un suivi régulier » sans la considérer plus accidentogène que la moyenne.

## Tracé
- Échangeur entre A10 ( 33) et RN 248
- Péage de l'échangeur de Niort-sud
- 34 Griffier - D 650 : Beauvoir-sur-Niort, Aiffres, Niort, Nantes
- Intersection avec la RD 102
- Intersection avec la RD 118
- Échangeur entre RN 11 et RN 248, la RN 248 continue sur la RN 11.